# Val-des-Sources
Val-des-Sources, até 2020 conhecida como Asbestos, é uma cidade do Canadá, localizada na província de Quebec, e o núcleo da Regionalidade Municipal de Asbestos. Sua área é de 29,55 quilômetro quadrado, e sua população é de 6 645 habitantes (segundo o censo nacional de 2001).

## Mudança de nome
Asbestos, que significa amianto, um material de construção tóxico. Os habitantes da cidade não estavam felizes com este nome.
Os habitantes da cidade votaram em outubro de 2020 num novo nome para a cidade, uma vez que as conotações negativas há muito atrapalham os empreendimentos de negócios e turismo.
Inicialmente, a cidade cresceu a partir do desenvolvimento de uma mina de amianto em torno de um grande depósito da substância ali descoberta em 1897. Durante décadas, a cidade prosperou na mineração de amianto e na fabricação de produtos.
As quatro propostas que foram a votos foram Apalone, Jeffrey, Phénix e Trois-Lacs. Todos os residentes com mais de 14 anos poderam votar.
Quase metade dos cerca de 6 mil residentes da cidade marcaram presença na votação. Com 51,5% dos votos, Val-des-Sources, que significa “Vale das Fontes” e faz referência à localização da cidade próxima às nascentes de três lagos, foi o nome vencedor.